# Petar Jovanović
Pour les articles homonymes, voir Jovanović.
Petar Jovanović est un footballeur bosnien né le 12 juillet 1982 à Tuzla (Bosnie-Herzégovine).

## Carrière
- 2002-03 : Sloboda Tuzla  Bosnie-Herzégovine
- 2003-04 : Sloboda Tuzla  Bosnie-Herzégovine
- 2004-05 : Sloboda Tuzla  Bosnie-Herzégovine
- 2005-06 : FC Vaslui  Roumanie
- 2006-07 : FC Vaslui  Roumanie
- 2007-08 : FC Vaslui  Roumanie